# Anders Jaktlund
Lars Anders Göran Jaktlund, född 14 juli 1942 i Lycksele, Västerbottens län, är en svensk pingstpastor, musiker, låtskrivare och lärare.
Anders Jaktlund var tillsammans med sin kusin Urban Ringbäck initiativtagare till TV-succén Minns du sången där de båda var musikaliska ledare. 25 program producerades mellan 1998 och 2000 med en rad kända kristna sångare och sångevangelister som på ett personligt sätt delade livserfarenheter och framträdde med sång och musik. Programmet producerades av TV-Inter och sändes i SVT.
I senaste upplagan av Pingströrelsens sångbok Segertoner som gavs ut 1988 är Jaktlund representerad med sången Du är min framtid (nr 648) som Gun-Britt Holgersson har skrivit texten till. Jaktlund har även gett ut sångböcker i samarbete med bland andra Theofil Engström, Pelle Karlsson och Lennart Jernestrand. Vidare har Jaktlund gett ut skriften Humor dä ä skôj dä! med historier och berättelser från sitt liv.
Anders Jaktlund var pastor och föreståndare i Pingstförsamlingen i Skövde åren 1990 till 1995.
Han är son till låtskrivaren och pastorn Valdemar Jaktlund samt morbror till journalisten och författaren Carl-Henric Jaktlund.